# 坝王栎
坝王栎（学名：Quercus bawanglingensis）为壳斗科栎属的植物，为中国的特有植物。分布在中国大陆的海南等地，生长于海拔900米的地区，多生在石灰岩山地，目前尚未由人工引种栽培。